# Gross Pölven
Gross Pölven är ett berg i Österrike.   Det ligger i distriktet Kufstein och förbundslandet Tyrolen, i den centrala delen av landet, 300 km väster om huvudstaden Wien. Toppen på Gross Pölven är 998 meter över havet.
Terrängen runt Gross Pölven är kuperad åt sydväst, men åt nordost är den bergig. Närmaste större samhälle är Kufstein, 9,3 km norr om Gross Pölven. 
I omgivningarna runt Gross Pölven växer i huvudsak blandskog. Runt Gross Pölven är det ganska tätbefolkat, med 52 invånare per kvadratkilometer.